# Pagar Wangi
Pagar Wangi is een bestuurslaag in het regentschap Pagar Alam van de provincie Zuid-Sumatra, Indonesië. Pagar Wangi telt 3227 inwoners (volkstelling 2010).